# TOPPANホールディングス
TOPPANホールディングス株式会社（トッパンホールディングス、英: TOPPAN Holdings Inc.）は、日本の総合印刷会社。ライバルの大日本印刷と「国内印刷業界2強」と称され、世界最大規模の総合印刷会社である。日経平均株価の構成銘柄の一つ。

## 概要

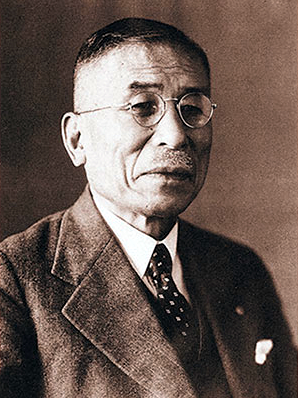
第3代社長井上源之亟

2023年9月までの商号は凸版印刷株式会社（とっぱんいんさつ、英: TOPPAN INC.）。大蔵省印刷局で版画家のエドアルド・キヨッソーネの門下生であった木村延吉と降矢銀次郎が出資者を募ったのが始まり。社名の「凸版」は創業当時、最新鋭であった銅凸版印刷技術（別名・エルヘート式凸版印刷）を前面に出すためにつけられたものである。
「印刷テクノロジー」をベースにした「情報コミュニケーション事業分野」、「生活・産業事業分野」および「エレクトロニクス事業分野」の3分野にわたる幅広い「拡印刷」事業活動を展開。
最近は、従来の印刷だけでなく、印刷技術を応用したデジタル画像処理やエレクトロニクス製品にも力を入れており、カラー液晶に使用される液晶カラーフィルタ、半導体製造の原板となるフォトマスクを取り扱っている。特に液晶用カラーフィルタの生産高は世界首位。ICタグを用いたソリューションサービスにも積極的。またインターネット関連では、地図情報サイトの草分けである「Mapion（マピオン）」を事業会社化し、NTT東日本とともに株式会社サイバーマップ・ジャパン（現・株式会社ONE COMPATH：完全子会社）を設立した。2005年（平成17年）10月、Eビジネス事業部門の元となったコンテンツ流通配信サービス「bitway」（ビットウェイ）を、事業会社として独立させ、株式会社ビットウェイ（現・株式会社BookLive）を設立。
上記のようなデジタル技術を使い、観光客誘致・地方再生の支援ビジネスを「旅道」（TABIDO）の名称で展開。東京・丸の内にその拠点を置いている。
東京2020オリンピック・パラリンピック競技大会オフィシャルパートナー（印刷サービス）に決定。また、ラグビーワールドカップ2019のトーナメントサプライヤーに決定。ラグビー日本代表、スーパーラグビーの日本チームもサポートすることになった。
2022年からは、浦和レッドダイヤモンズのトップパートナー（スポンサー）として、ユニフォームの背面下部分に「TOPPAN」のロゴを掲示する。
2023年に、1900年の創業以来初めての社名変更を発表。2023年10月に持株会社体制への移行にあたり、持株会社の商号を「TOPPANホールディングス株式会社」に変更。持株会社の傘下には、「TOPPAN株式会社」「TOPPANエッジ株式会社」「TOPPANデジタル株式会社」を設立。
また同年にグループ理念「TOPPAN's Purpose & Values」を制定。Purposeを「Breathing life into culture, with technology and heart.／人を想う感性と心に響く技術で、多様な文化が息づく世界に。」と設定。

## 沿革
- 1900年（明治33年）1月 - 東京市下谷区二長町に凸版印刷合資会社を創立。創業者はエドアルド・キヨッソーネに学んだ技師の木村延吉と降矢銀次郎、出資者の伊藤貴志、河合辰太郎（初代社長）、三輪信次郎を加えた5人[8]。
- 1908年（明治41年）6月 - 資本金40万円の株式会社に改組
- 1949年（昭和24年）5月 - 東京証券取引所に株式を上場。
- 1961年（昭和36年）
  - 1月 - 凸版印刷サービスセンター（現・トッパンアイデアセンター）を新設。
  - 12月 - 事業部制を導入。本社、板橋、下谷、小石川、関西、西日本の7事業部が発足。
- 1964年（昭和39年）- ジョージ・テレンチェフ、産業スパイ事件発生[9][10]。
- 1965年（昭和40年）5月 - ムーア社（カナダ）との合弁で、トッパン・ムーア・ビジネスフォーム株式会社を設立（1971年、トッパン・ムーア株式会社に改称）。
- 1968年（昭和43年）5月 - 下谷工場跡地に（旧）本社ビル「トッパンビルディング」が竣工。
- 1986年（昭和61年）
  - 3月 ‐ 東京都千代田区に新本社ビルが竣工。
  - 7月 - 埼玉県杉戸町に総合研究所を新設。
- 1997年（平成9年）3月 - トッパン・ムーア株式会社（現・TOPPANエッジ）を完全子会社化。
- 1998年（平成10年）3月 - トッパン・フォームズが東京証券取引所市場第一部に株式を上場。
- 2000年（平成12年）
  - 4月 ‐ 東京都文京区に情報系ビジネス拠点「トッパン小石川ビル」が竣工。
  - 6月 -「TOPPAN VISION 21」を発表。
  - 10月 - 東京都文京区に「トッパンホール」及び「印刷博物館」をオープン。
- 2005年（平成17年）4月 - 米国デュポンフォトマスク社（現・Toppan Photomasks,Inc.）を買収。
- 2007年（平成19年）10月 - 図書印刷株式会社の第三者割当増資を引受け、同社を連結子会社化。
- 2008年（平成20年）7月 - SNP Corporation Limited（現・Toppan Leefung Pte. Ltd.）を買収。
- 2009年（平成21年）4月 - 製造部門を分社化し、株式会社トッパンコミュニケーションプロダクツ、株式会社トッパンパッケージプロダクツ、株式会社トッパンエレクトロニクスプロダクツを設立。機能性フィルムの生産拠点となる深谷工場を新設。
- 2010年（平成22年）4月 - 中小型TFT液晶ディスプレイ製造を手がける株式会社オルタステクノロジーを連結子会社化。
- 2013年（平成25年）
  - 4月 - 東南アジア地域におけるセンターとして、シンガポール支社を設立。
  - 10月 ‐ 高セキュリティ対応のグループ・データセンターを新設。
- 2014年（平成26年）4月 - 群馬県邑楽郡大泉町にあった旧工場の老朽化に伴い、国内外の軟包装材生産のマザー工場となる群馬センター工場を邑楽郡明和町に新設。
- 2016年（平成28年）
  - 4月 - 透明バリアフィルムの生産拠点としてToppan USA, Inc.ジョージア工場を新設。
  - 6月 - 執行役員制度を導入。
  - 11月 - 事業領域を見直し、成長事業領域を策定。
- 2017年（平成29年）3月 - 中小型液晶パネル製造を手掛けるGiantplus Technology Co., Ltd.を連結子会社化。
- 2019年（平成31年・令和元年）
  - 4月1日 - 株式会社オルタステクノロジーを吸収合併。
  - 8月 - 図書印刷株式会社を完全子会社化。
  - 10月 - 建装材印刷事業を展開するINTERPRINT GmbHを買収。
- 2021年（令和3年）
  - 4月 - 本社機能を東京都文京区に移転し、「トッパン小石川ビル」を「トッパン小石川本社ビル」に改称。
  - 7月 - 軟包装事業を展開するInterFlex Investment Holdings, Inc.を買収。
  - 12月 - 株式会社トッパンフォトマスクを設立（2022年4月に当社フォトマスク事業を分割承継）。
- 2022年（令和4年）
  - 1月 - J1リーグ・浦和レッドダイヤモンズとトップパートナー契約を締結し、2022年シーズンのユニフォーム背面下部分にロゴを掲示[11]。
  - 2月 - フィルムメーカーのMax Speciality Films Limited（現・Toppan Speciality Films Private Limited）を連結子会社化。
  - 3月 - トッパン・フォームズ株式会社（現・TOPPANエッジ株式会社）を完全子会社化。
  - 4月1日 - 株式会社トッパンマインドウェルネスを吸収合併。
- 2023年（令和5年）
  - 3月 - 2023年10月に予定している持株会社体制への移行にあたり、持株会社の商号を「TOPPANホールディングス株式会社」に変更を発表。社名変更は1900年の創業以来初めて。
  - 4月1日 - 株式会社ブルックマンテクノロジを吸収合併[12]
  - 4月1日 - 吸収分割により凸版印刷株式会社のセキュア事業部をトッパン・フォームズ株式会社に統合し、TOPPANエッジ株式会社として始動。
  - 5月16日 ‐ グループ理念「TOPPAN's Purpose & Values」を制定[6]
  - 9月15日 - 凸版印刷の子会社であるInterFlex Groupが、英国を中心に日用品などの軟包装事業を行うSkymark Packaging International Limitedの株式を100%取得し、完全子会社化[13]
  - 10月1日 - 吸収分割により、凸版印刷株式会社が営む一切の事業（グループ経営管理事業及びDXデザイン事業部が営む事業を除く）をTOPPAN株式会社に、凸版印刷株式会社のDXデザイン事業部をTOPPANデジタル株式会社にそれぞれ継承し、凸版印刷株式会社は持株会社となり商号を「TOPPANホールディングス株式会社」に変更。
- 2025年（令和7年）4月1日 - 「凸版」および「トッパン」の表記を使用していた国内関係会社計17社の商号を「TOPPAN」を使用したものへ変更[14]。

## 歴代社長
| 代 | 氏名       | 就任日 | 退任日 | 備考 |
| -- | ---------- | ------ | ------ | ---- |
| 初 | 河合辰太郎 | 1900年 | 1919年 |      |
| 2  | 伊藤貴志   | 1919年 | 1923年 |      |
| 3  | 井上源之丞 | 1923年 | 1948年 |      |
| 4  | 山田三郎太 | 1948年 | 1967年 |      |
| 5  | 沢村嘉一   | 1967年 | 1981年 |      |
| 6  | 鈴木和夫   | 1981年 | 1991年 |      |
| 7  | 藤田弘道   | 1991年 | 2000年 |      |
| 8  | 足立直樹   | 2000年 | 2010年 |      |
| 9  | 金子真吾   | 2010年 | 2019年 |      |
| 10 | 麿秀晴     | 2019年 | 現職   |      |

## 主な事業分門と製品・サービス
情報コミュニケーション事業分野
- セキュア関連 - 証券類全般、通帳、ICカード、各種カード、BPO（各種業務受託）など
- マーケティング関連 - カタログ・パンフレット・チラシ・POPなどの広告宣伝印刷物、各種プロモーションの企画・運営、コミュニケーション業務の各種アウトソーシング受託など
- コンテンツ関連 - 週刊誌・月刊誌などの雑誌、単行本、辞書・事典などの書籍、教科書、電子書籍関連など
- その他 - 教科書出版、旅行代理店業務など

生活・産業事業分野
- パッケージ関連 - 軟包装材、紙器、液体複合容器、ラベル、段ボール、プラスチック成形品、受託充填・コントラクトなど
- 高機能・エネルギー関連 - 透明バリアフィルム、二次電池用関連部材、情報記録材など
- 建装材関連 - 化粧シート、壁紙、床材、エクステリア商材など
- その他 - インキ製造など

エレクトロニクス事業分野
- ディスプレイ関連 - 液晶カラーフィルタ、TFT液晶、反射防止フィルムなど
- 半導体関連 - フォトマスク、半導体パッケージ製品など

## 事業所

### 国内拠点・営業所
- 本社
- 総合研究所
- 情報コミュニケーション事業本部（営業所：千葉、横浜）
- 生活・産業事業本部
- エレクトロニクス事業本部（京都、福岡）
- エレクトロニクス事業本部　オルタス事業部（京都）
- 東日本事業本部
  - 北海道事業部（営業所：帯広、函館）
  - 東日本事業部（営業所：青森、盛岡、秋田、山形、郡山、新潟、水戸、宇都宮、高崎、さいたま）
- 中部事業部（営業所：静岡、浜松、長野、松本）
- 西日本事業本部
  - 関西事業部（営業所：金沢、京都、神戸 東近江）
  - 中四国事業部（営業所：福山、松江、岡山、周南、高松、松山、高知）
  - 九州事業部（営業所：北九州、佐賀、長崎、熊本、大分、宮崎、鹿児島、沖縄、都城）

### 工場

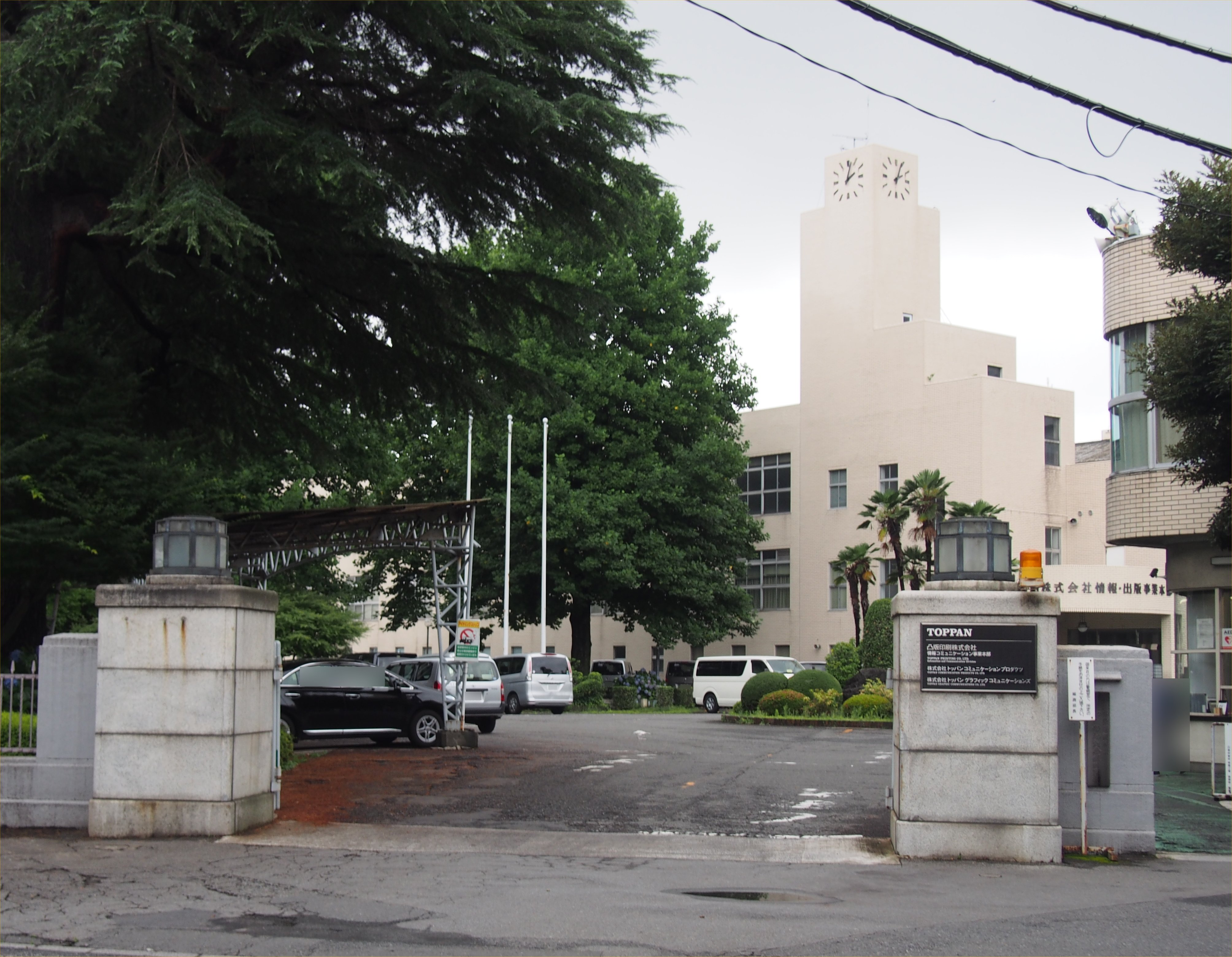
板橋工場

- 朝霞工場（埼玉県新座市野火止7丁目21-33）[15]
- 嵐山工場（埼玉県比企郡嵐山町）
- 板橋工場（東京都板橋区志村1丁目11-1）
- 坂戸工場（埼玉県坂戸市にっさい花みず木8丁目1）
- 群馬センター工場（群馬県邑楽郡明和町大輪667-1）
- 相模原工場（神奈川県相模原市南区大野台2丁目27-1）
- 柏工場（千葉県柏市豊四季945）
- 幸手工場（埼玉県幸手市惣新田4237-1）
- 深谷工場（埼玉県深谷市本田1158）
- 新潟工場（新潟県新発田市五十公野5270）
- 大阪工場（大阪府大阪市福島区海老江3丁目22-61）（旧：精版印刷、1944年（昭和19年）7月合併）
- 滋賀工場（滋賀県東近江市妙法寺町1101-20）
- 福崎工場（兵庫県神崎郡福崎町高橋290-29）
- 滝野工場（兵庫県加東市）
- 福岡工場（福岡県古賀市青柳3234-1）
- 熊本工場（熊本県玉名市）
- 名古屋工場（愛知県名古屋市西区）
- 三重第一工場（三重県亀山市関町白木一色646-3）
- 三重第二工場（三重県津市森町5009）
- 松阪工場（三重県松阪市）
- 仙台工場（宮城県仙台市泉区明通3丁目30）
- 札幌工場（北海道札幌市西区二十四軒4条1丁目1-30）（旧：興文舎印刷、1971年（昭和46年）12月合併）
- 千歳工場（北海道千歳市）
- 川口工場（埼玉県川口市）
- 福山事業所（広島県福山市）
- 三ヶ日工場（静岡県浜松市北区）
- 佐賀工場（佐賀県吉野ヶ里町）
- 高知工場（高知県南国市）
- 総合研究所（埼玉県北葛飾郡杉戸町高野台南4丁目2-3）

## 関係会社

### 連結子会社
- TOPPAN株式会社 - 情報系／生活系／エレクトロニクス系事業
  - TOPPANエディトリアルコミュニケーションズ株式会社 - トッパングループの企画制作プロダクション
  - TBネクストコミュニケーションズ - 事務局業務、コンタクトセンター業務を中心とするアウトソーシングサービス、コンサルティングサービス
  - TOPPANグラフィックコミュニケーションズ株式会社 - 印刷物の企画、制作、製版並びにこれらに関連する各種加工
  - TOPPANコミュニケーションプロダクツ株式会社 - 情報ネットワーク系製品の製造
  - 株式会社創日社 - カレンダーの企画・製造販売
  - 株式会社トッパンメディアプリンテック関西 - 新聞の製版および多色オフセット印刷
  - 株式会社トッパンメディアプリンティング北海道- 新聞の製版および多色オフセット印刷
  - 株式会社ONE COMPATH - 地図サイトMapion、チラシサイトShufoo!
  - TOPPANパッケージプロダクツ株式会社 - パッケージ製品の製造
  - TOPPANプラスチック株式会社 - プラスチック製品の製造
  - 株式会社トッパンパッケージングサービス - 飲料受託充填事業
  - 株式会社T&Tエナテクノ - リチウムイオン二次電池用外装材の製造・販売
  - 関西ボトリング株式会社 - アルコール飲料の充填受託
  - TOPPAN建装プロダクツ株式会社 - 住宅部材用化粧シート、壁紙の印刷
  - TOPPAN・TOMOEGAWAオプティカルフィルム株式会社（84.9％） - 反射防止フィルムの製造・販売
  - TOPPANテクニカル・デザインセンター株式会社 - LSI設計、システム開発、LSIターンキーサービス
  - TOPPANエレクトロニクスプロダクツ株式会社 - ディスプレイ関連および半導体関連製品の製造
  - 株式会社トッパンフォトマスク（50.1％） - フォトマスクの製造・販売
- TOPPANエッジ株式会社（旧：トッパン・フォームズ株式会社） - セキュア／BPO事業。特定子会社。[15][16]
  - トッパン・フォームズ・セントラルプロダクツ株式会社
  - トッパン・フォームズ東海株式会社
  - TOPPANエッジITソリューション株式会社
  - 沖縄ビジネスフォーム株式会社
  - 北海道トッパン・フォームズ株式会社
  - TOPPANエッジ・サービス株式会社
  - トッパン・フォームズ関西株式会社
  - トッパン・フォームズ西日本株式会社
  - 株式会社トスコ
  - TOPPANエッジ・ペイメンツ株式会社
  - 株式会社ジェイエスキューブ
- TOPPANデジタル株式会社 - DX事業開発／IT基盤・ガバナンス
  - 株式会社Armoris
  - 株式会社アイオイ・システム[17] - 物流・生産システムの開発、製造、販売
- TOPPANクロレ株式会社 - 出版印刷、商業印刷。特定子会社。 
  - 関西図書印刷株式会社
  - 株式会社UNIWORX
  - 株式会社KGエデュケーションホールディングス
    - 株式会社桐原書店
    - 株式会社シー・ティー・エス
- 東京書籍株式会社（58.5％） - 教科書、一般図書の編集・発行
  - 株式会社リーブルテック
  - あすとろ出版株式会社
  - 株式会社学習調査エデュフロント
  - 東京物流企画株式会社
  - 株式会社東書エステート
- TOPPANコスモ株式会社 - カタログ、一般印刷物、キャラクター商品等の企画・製造・販売、産業資材等の調達・販売
- TOPPANインフォメディア株式会社 - ラベル事業、磁気メディア事業、工業材料事業、IC関連事業。2007年（平成19年）10月トッパンレーベルとTMPが合併
- タマポリ株式会社（64.2％） - プラスチック製品の製造・販売
  - タマ加工株式会社
  - 和光株式会社
- 株式会社フレーベル館 - 幼児用図書の編集・発行、幼児用教材の販売
  - 株式会社ジュラ出版局
- 株式会社トータルメディア開発研究所 - 環境開発計画、ディスプレイデザインおよび映像などの企画制作
  - かがわ県民情報サービス株式会社
  - 熊本城観光交流サービス株式会社
  - 株式会社福岡サイエンス＆クリエイティブ
- 株式会社BookLive（74.7％） - 電子書店、コンテンツ配信、コンテンツ開発
  - フレックスコミックス株式会社 - 漫画コンテンツ配信、漫画の単行本発行。
  - 株式会社パルミー
  - デジタル職人株式会社
- TOPPANトラベルサービス株式会社 - 旅行代理業
  - 株式会社トップレップ
  - 通商航空サービス株式会社
- 凸版警備保障株式会社 - 工場等拠点の施設警備及び拠点間の文書集配
- 凸版物流株式会社 - 一般貨物自動車運送業等
- TOPPANテクノ株式会社 - 建物・設備の工事および保守管理
- 株式会社トッパンIPサービス（旧：株式会社トッパン） - 特許など産業財産権の調査・管理
- 株式会社芸術造形研究所- 臨床美術関連事業、臨床美術士関連事業（スクール事業）、美術関連用品の開発・販売事業
- トッパン・ヒューマン・インフォメーション・サービス株式会社- 人材派遣
- TOPPANホール株式会社 - コンサートホールの企画・運営
- TOPPAN保険サービス株式会社 - 保険取り扱い
- 株式会社トッパンメディアプリンテック東京 - 新聞の製版および多色オフセット印刷
- 株式会社トッパンフィナンシャルマネジメント - 経理業務の事務受託
- ICI株式会社[18] - 医療情報並びに附帯する情報の収集･提供に関する事業等
- おかぴファーマシーシステム株式会社[19]
- 東京都チャレンジドプラストッパン株式会社 （51.0％） - 印刷、製版、Webサイト構築
- TGホールディングス株式会社
  - TG印刷株式会社
- アイ・エヌ・テイ株式会社

### 主な海外連結子会社
- Toppan Leefung Pte. Ltd.（シンガポール） - 出版・パッケージ・商業印刷・証券各印刷物などの販売。特定子会社。
  - Toppan Leefung (Hong Kong) Limited（香港）- 投資持株会社
    - Toppan Leefung Advertising (Shanghai) Co., Ltd. - 広告制作代理店、ディスプレイ製品および印刷物の卸売り、展示
    - 上海凸版有限公司（英文社名：Toppan Leefung Packaging (Shanghai) Co., Ltd.）（上海）
    - Toppan Excel (Hong Kong) Company Limited - ポップアップ絵本と児童書の製造
    - Toppan Yau Yue Paper Products Limited（香港） - 紙製品の取引

  - Toppan Gravity Limited（香港） - 政府・金融機関向けソリューションの提供
  - TOPPAN IDGATE CO., LTD.（台湾台北市） - 本人確認ソリューションの販売
  - Toppan Merrill Limited（香港）- 金融印刷サービスの提供
  - Toppan Merrill Pte. Ltd.（シンガポール） - 金融印刷および一般印刷、完全統合されたビジネスプロセスのアウトソーシングソリューションの提供
  - Toppan Security Systems Pte. Ltd.（旧：Toppan Security Printing Pte. Ltd.）（シンガポール） - セキュリティ製品の印刷と一般的な印刷、セキュリティソリューションおよびデジタル化業務への投資
  - Toppan Win Label Company Limited（香港） - ラベルの販売
  - Toppan Digital Language Ltd.（イギリス） - 地域販売事業所、および翻訳・通訳活動
  - GRAVITY GROUP IND.LLC（アラブ首長国連邦） - 銀行カード、コマーシャルカードの製造
  - Toppan Gravity SAS（フランス） - セキュリティソリューションの取引
- Toppan USA,Inc.（テキサス州） - バリアフィルムの製造・販売。特定子会社。
  - Pouchfill Packaging, LLC.  - 飲食料品の受託充填
- Giantplus Technology Co., Ltd.（凌巨科技股份有限公司）（台湾苗栗縣頭份市）（53.1％） - TFT液晶ディスプレイの製造・販売。台湾証券取引所上場。特定子会社。
- INTERPRINT GmbH （ドイツ）
  - INTERPRINT Inc.（マサチューセッツ州） - 建装材印刷
  - INTERPRINT (China) Decorative Materials Co., Ltd.
  - INTERPRINT Decor （Malaysia） Sdn. Bhd.（マレーシア）
  - INTERPRINT Polska Sp. z o.o.（ポーランド）
  - OOO INTERPRINT RUS（ロシア）
  - OOO INTERPRINT Samara（ロシア）
  - INTERPRINT do Brasil Indústria de Papéis Decorativos Ltda.（ブラジル）
- InterFlex Investment Holdings, Inc.（ノースカロライナ州） - 各種食品向けの軟包装を製造・販売
  - Skymark Packaging International Limited（イギリス）
- Toppan Speciality Films Private Limited（インド・パンジャーブ州） - 食品、菓子、日用消費財（FMCG）のフレキシブル包装、および工業包装に使用される付加価値BOPPフィルムの製造販売
- PT. KARYA KONVEX INDONESIA（インドネシア）
  - PT. Indonesia Toppan Printing（インドネシア）
  - PT. Plasindo Lestari（インドネシア）
- Toppan Interamerica, Inc.（ジョージア州） - 建装材の製造・販売
- Toppan Packaging Czech s.r.o.（チェコ共和国・プラハ市）
- Toppan Photomasks Inc.（テキサス州） - 半導体用フォトマスクの製造。
- Toppan Printing Co., （America） Inc.（テキサス州） - 商業印刷物、カード、パッケージ印刷の販売。凸版印刷の米国での最初の子会社（1970年設立）
- Toppan Merrill USA Inc.（ニューヨーク州） - 金融印刷。特定子会社。
- Toppan Merrill LLC（デラウェア州） - 特定子会社。
- TGVP（登記社名：Toppan Global Venture Partners, Inc.）（カリフォルニア州） - 投資管理会社
- Toppan Semiconductor Singapore Pte.Ltd.（シンガポール） - フォトマスクの販売およびフロントエンド業務
- Toppan Management Systems（S）Pte. Ltd.（シンガポール） - ITハードウェアおよびソフトウェアの販売、開発、統合
- Toppan Ecquaria Pte. Ltd.（シンガポール） - インフォメーションマネジメントソリューションおよび包括的なテクノロジーベースサービスの提供
- 中華凸版電子股份有限公司（英文社名：Toppan Chunghwa Electronics Co., Ltd.）（台湾桃園市） - 半導体用フォトマスク、オンチップカラーフィルタの製造・販売
- 台灣凸版電子股份有限公司（英文社名：TOPPAN ELECTRONICS TAIWAN INC.）（台湾台北市） - 電子材料の販売およびコンサルティング
- Toppan(Thailand) Co., Ltd.（タイ）デジタルマーケティング
- Siam Toppan Packaging Co., Ltd.（タイ） - 紙器、美粧段ボールの製造・販売
- Majend Makcs Co., Ltd.（タイ） - 樹脂フィルムおよび袋製品の製造・販売
- TOPPAN Edge (Thailand) Limited - アクセス制御、ビジネスフォーム、カード発行システムおよび供給、プラスチック製カード、圧力シール装置、ソフトウェア保護、タイムレコーダー
- Conimex Co., Ltd.（タイ）
- 上海凸版光掩模有限公司（英文社名：Toppan Photomasks Co., Ltd., Shanghai） - 半導体用フォトマスクの製造
- Kunshan Giantplus Optronics Display Technology Co., Ltd.（昆山和霖光電高科有限公司）- TFT液晶ディスプレイの製造
- 凸版（上海）企業管理有限公司（上海）（英文社名：Toppan (Shanghai) Management Co., Ltd.） - 中国におけるトッパングループ企業の管理、市場調査、マーケティングサービスの提供
- 凸版中芯彩晶电子(上海)有限公司（英文社名：Toppan SMIC Electronics (Shanghai) Co., Ltd.） - オンチップカラーフィルタの製造・販売
- 上海凸版印刷有限公司（英文社名：Shanghai Toppan Printing Co, Ltd.）（上海）- パッケージ印刷物の製造・販売
- Toppan Electronics Korea Inc.（韓国）
- Toppan Photomasks Korea Ltd.（韓国）
- Ortustech （Malaysia） Sdn. Bhd.（マレーシア） - 中小型TFT液晶パネルの製造
- Toppan FutureCard Industries LLC（アラブ首長国連邦）
- Toppan Europe GmbH （ドイツ） - 建装材・パッケージ・商業印刷・証券など印刷物、バリアフィルム等の販売
- Toppan Photomasks Germany GmbH （ドイツ）
- Toppan Photomasks France S.A.S.（フランス）
- IP Decor Spain S.A.U（スペインカ・タルーニャ州）
- Toppan FutureCard S.L.（スペイン・マドリード）

### 関連会社など
- artience株式会社（19.8％） - 印刷用インキの製造
- 丸東産業株式会社（19.2％） - ラミネートフィルムの製造販売
- 株式会社デジタルパブリッシングサービス- 出版
- ティージーエス株式会社- ICカード発行関連サービス
- 理研ジェネシス - 遺伝子解析受託事業、遺伝子診断薬事業
- 株式会社ブックリスタ
- 株式会社EnglishCentral JAPAN
- 一般財団法人デジタル文化財創出機構 - 文化財のデジタル化

## 諸問題
- 2009年（平成21年） - 板橋工場（東京都板橋区）の地下からトルエンが漏れ出し、近くの見次公園のわき水から印刷用溶剤のトルエンが検出された。トルエンの検出値は環境省が定めた指針値（1L当たり0.6 mg）の5倍となる1L当たり3mgであった。
- 2010年（平成22年）9月7日 - 宝島社から製作を委託・発売されたムック本・「kaerenmamaのササッとかわいいキャラ弁当」（ISBN 9784796679114）の付録の食材用抜き型について、使用されていた着色料が食品に移り付着することが判明し、宝島社は自主回収を行った[20]。
- 2023年（令和5年）4月18日 - 内閣府から製作を請け負っていた若者の性暴力被害予防を啓発するポスターについて、イラストレーターのたなかみさきさんの作品と類似しているとの指摘を受け、同年4月18日の夜に使用を中止する発表が行われた。同社は「作品を参考にした。類似性のチェックが不十分だった」とのこと[21]。

## 受賞
- 2020年 第2回日本オープンイノベーション大賞 経済産業大臣賞（IoT×FinTechを活用したイノベーションによる新たな社会創造 ）

## 広告宣伝
2021年4月1日から、新たな企業広告「すべてを突破する。TOPPA!!! TOPPAN」を開始。大泉洋と成田凌を起用し、テレビCMや交通広告、Web広告などを展開。CMの演出は大泉洋主演映画『騙し絵の牙』も手がけた吉田大八監督が務める。社名にある“印刷”の仕事にとどまらない会社の事業領域を伝え、社内外に向けて「すべてをTOPPA（突破）する会社」というブランディングを進めることが狙い。
- 大泉洋（2021年4月 - ）
- 成田凌（2021年4月 - ）

## 提供番組

### テレビ
- 報道ステーション（テレビ朝日系列、2021年4月-）
- 嗚呼!!みんなの動物園（日本テレビ系列、2021年4月 - 2024年3月 ）
- 出没！アド街ック天国 (テレビ東京系列、2024年4月 -)
- ブレイクスルー～不屈なる開拓者～ (テレビ東京系列、2024年4月 -)

### ラジオ
- TOPPAN INNOVATION WORLD ERA（J-WAVE、2021年4月 -）

## テレビ番組
- 日経スペシャル カンブリア宮殿 巨大企業なのに“ベンチャー”!TOPPAN快進撃の秘密（2023年9月7日、テレビ東京）[24][25]